# Vestryggen
Der Vestryggen (norwegisch für Westrücken) ist ein 4 km langer Gebirgskamm auf der Peter-I.-Insel in der Antarktis. Vom Lars Christensentoppen ausgehend erstreckt er sich in südlicher Richtung.
Wissenschaftler des Norwegischen Polarinstituts benannten ihn 1987.